# 十部一峠
十部一峠（じゅうぶいちとうげ）は、山形県最上郡大蔵村と寒河江市の間にある峠である。標高870m。

## 峠の概要
国道458号の一部となっているが、十部一峠を含む大蔵村肘折温泉-寒河江市幸生（さちゅう）間は28km弱の区間に民家が存在せず、実際に車道として開通している国道では、日本で唯一の未舗装区間が残る国道である。一年の半分以上は積雪により通行止、総重量6tを超える大型車の通行が出来ない。十部一峠から林道を下った場所に、かつて、銅の産出では日本有数の規模を誇った永松銅山があり、その産出銅の輸送のために道路が開削された。
峠名は、かつて峠に番所が置かれており、通行料として「十分一役銀」を徴収していたことに由来する。
峠のすぐ西南には三合山(標高1089.2m)があり、この山を慈恩寺の奥の院として、十部一峠周辺では修験道が行われていた。
戊辰戦争の時は、桑名、柏崎、会津と転戦し、寒河江で庄内藩とともに新政府軍と戦った桑名藩士が敗走し、瀕死の重傷を負いながらも必死に鶴岡城を目指して越えていった歴史の道でもある。
現在はカーブ区間や急勾配区間を中心に、毎年わずかながら舗装工事が進行しており、未舗装区間は少しずつなくなってはいるものの、雨が降ればぬかるみ、断崖絶壁に切られた未舗装区間があるなど、走行には細心の注意が必要である。しかし、ダート路としては車の通行量が多いため、路面はしっかりと踏み固められ、走行に格別の不便さは感じない。山形放送ラジオも全線を通して良好に受信できる。
「最後のダート国道」として全国的にも知られ、休日には多くのドライバーが走り抜け、山菜採りの地元ドライバーが路肩に車を止める。大蔵村側の視界が開けている場所では、月山の鮮やかな姿が楽しめる。
かつては、大蔵村から十部一峠に向かう手前に「大師峠」が存在していたが、国道458号は大師峠を通らないため、大師峠には手前で車を止めて徒歩で向かう。
十部一峠には駐車帯が広めに取られており、永松鉱山に向かう林道と、葉山山頂に向かう登山道が分岐している。寒河江市に向けて視界が開けており、第2世代の携帯電話の使用が可能。

## 国道458号規制区間
- 大蔵村肘折 - 十部一峠:12.8km
- 寒河江市幸生 - 十部一峠:14.6km